# Зијад Швракић
Зијад Швракић (Сарајево, 21. септембар 1960) бивши је југословенски фудбалер и тренер.
Каријеру је започео у ФК Сарајево 1979. године након што је прошао комплетну омладинску школу сарајевског прволигаша. Као члан бордо-белог састава био је део друге шампионске генерације кошевског тима 1985. године. Две године касније прешао је у Турску где је у следећих седам сезона редом наступао за Адану Демирспор, Галатасарај, Анкарагућу и Каршијаку. Највећи траг оставио је у Адани Демирспор где је имао култни статус међу навијачима, док је у Каршијаци две године био клупски капитен, чиме је постао тек други инострани капитен у историји турског шампионата. Као ветеран се опробао у малтешкој Премијер лиги где је две године наступао за Рабат Ајакс. За репрезентацију Југославије дебитовао је 1983. године против Западне Немачке, те је укупно уписао четири наступа.
Швракић је упливао у тренерске воде још као активни фудбалер у Рабат Ајаксу 1994. године. Поред поменутог клуба, у досадашњој тренерској каријери водио је малтешку Флоријану, кувајтске клубове Ал Џахра и Ал Салмија, те оманске клубове Ал-Сиб и Сур СК, чији је и данас тренер.

## Клубови
као играч
1979-87 ФК Сарајево (СФРЈ)
1987-89 Адана демирспор (Турска)
1989-90 Галатасарај (Турска)
1990-91 Анкарагућу (Турска)
1991-94 Каршијака (Турска)
1994-96 Рабат Ајакс (Малта)
као тренер
1994-01: Рабат Ајакс (Малта)
2002-04: Флоријана (Малта)
2006-10: Ал Џахра (Кувајт)
2010-11: Ал Салмија Кувајт
2012-13: Ал-Сиб (Оман)
2014-15: Сур СК (Оман)
2016-: ФК Сарајево (Босна и Херцеговина)